# Tarantulas: il volo della morte
Tarantulas: il volo della morte è un film televisivo del 1977 diretto da Stuart Hagmann.

## Trama
Un aereo carico di caffè partito dal Sud America e diretto negli Stati Uniti precipita vicino ad una cittadina della California. 
Ben presto in città iniziano a verificarsi delle strane morti: è colpa di una miriade di tarantole giunte in America dentro i sacchi del caffè che si trovavano nell'aereo precipitato.